# فابیو اورلیو
فابیو اورلیو(به انگلیسی: Fábio Aurélio) زادهٔ ۲۴ سپتامبر ۱۹۷۹در برزیل است و تاکنون در تیمهای سائو پائلو، والنسیا و لیورپول بازی کرده است .